# Macário II de Jerusalém
Macário II de Jerusalém foi o patriarca de Jerusalém por duas vezes, entre 544 e 552 e entre 564 e 574. Seu episcopado ocorreu durante uma época de ferozes disputas cristológicas na parte final do reinado do imperador Justiniano I (r. 527–565).

## Vida e obras
A parte inicial da vida de Macário é desconhecida. Com a morte do patriarca Pedro, em 544, os monges origenistas de Jerusalém instalaram Macário como patriarca. Porém, o imperador Justiniano, um ferrenho ortodoxo, preferia Eustóquio, o ecônomo da Igreja de Alexandria. Em 552, Justiniano finalmente depôs Macário e apontou seu preferido para sucedê-lo.
Após um período tumultuado como patriarca lutando contra os origenistas e monofisistas, Eustóquio foi também deposto e Macário retornou ao trono patriarcal. Mesmo sendo considerado como um origenista por muitos, Macário fez questão de condenar a doutrina antes de sua segunda elevação.
Macário morreu em 574.